# Lohman (geslacht)
Lohman (ook: Bothenius Lohman, De Savornin Lohman, Tammen Lohman, Spanheim Lohman, Titsingh Lohman) is een uit Neuenhaus afkomstig geslacht waarvan leden sinds 1817 tot de Nederlandse adel behoren.

## Geschiedenis
De stamreeks begint met Meinhard Lohman, die vermeld wordt vanaf 1580, lakenkoper en burgemeester van Neuenhaus (Bentheim) was. Zijn nazaat Maurits Adriaan de Savornin Lohman (1770-1833) werd bij Koninklijk Besluit van 27 december 1817 verheven in de Nederlandse adel.

## Enkele telgen
- Jhr. Maurits Adriaan de Savornin Lohman (1770-1833), Nederlands jurist en burgemeester van Groningen
  -  Jhr. Witius Hendrik de Savornin Lohman (1801-1841)
    -  Jhr. mr. Maurits Adriaan de Savornin Lohman (1832–1899), gouverneur van Suriname
      -  Jkvr. Catharina Anna Maria de Savornin Lohman (1868-1930), Nederlands schrijfster, critica en journaliste

    -  Jhr. mr. Alexander Frederik de Savornin Lohman (1837–1924), Nederlands christelijk-historisch voorman en minister van Binnenlandse Zaken
      -  Prof. jhr. mr. Witius Hendrik de Savornin Lohman (1864-1932), Nederlands rechtsgeleerde en president van de Hoge Raad der Nederlanden
        -  Jhr. Alexander Frederik de Savornin Lohman (1894-1944), referendaris bij het departement van Economische Zaken in Batavia
          -  Prof. jkvr. mr. dr. Jacquelien de Savornin Lohman (1933-2018), hoogleraar, Eerste Kamerlid, cabaretière

      -  Jhr. Alexander Frederik de Savornin Lohman (1871-1934), directeur Amsterdamse Maatschappij van Levensverzekeringen
        -  Prof. jhr. Axel Emil de Savornin Lohman (1903-1970), kunstschilder en hoogleraar aan de Rijksakademie van beeldende kunsten
          -  Jhr. mr. Oscar de Savornin Lohman (1940), oud-raadsheer in de Hoge Raad der Nederlanden

      -  Jkvr. Johanna Catharina de Savornin Lohman (1879-1937); trouwde in 1902 met mr. Paul Constant Bloys van Treslong Prins (1873-1940), heraldicus, genealoog en archivaris, en schrijver van de genealogie van het geslacht Lohman uit 1917.

    -  Jhr. Witius Hendrik de Savornin Lohman (1842-1895)
      -  Prof. jhr. mr. dr. Bonifacius Christiaan de Savornin Lohman (1883-1946), hoogleraar te Utrecht en lid van de Eerste Kamer der Staten-Generaal
        -  Jhr. Witius Hendrik de Savornin Lohman (1917-1999), secretaris van de Deli-Plantersvereniging
          -  Jhr. mr. Bonifacius Christiaan de Savornin Lohman (1947), oud-raadsheer in de Hoge Raad der Nederlanden

      -  Jhr. Johan Pieter de Savornin Lohman (1886-1926)
        -  Jhr. Witius Henrik de Savornin Lohman (1917-2004), inspecteur-generaal der Krijgsmacht
          -  Jhr. mr. Johan Pieter de Savornin Lohman (1948), voorzitter van de Hoge Raad van Adel

Andere telgen
- Mr. Johan Bothenius Lohman (1887-1977), burgemeester